# European Open 2021
European Open 2021 byl tenisový turnaj pořádaný jako součást mužského okruhu ATP Tour, který se odehrával na krytých dvorcích s tvrdým povrchem v Lotto Arena. Probíhal mezi 18. až 24. říjnem 2021 v belgických Antverpách jako šestý ročník turnaje.
Turnaj s celkovým rozpočtem 584 125 eur patřil do kategorie ATP Tour 250. Nejvýše nasazeným hráčem ve dvouhře se stal čtrnáctý tenista světa Jannik Sinner. Jako poslední přímý účastník do hlavní singlové soutěže nastoupil 76. hráč žebříčku, Australan Jordan Thompson.
Pátý singlový titul na okruhu ATP Tour vybojoval Ital Jannik Sinner, jenž se ve 20 letech stal nejmladším držitelem pěti trofejí z dvouhry od Novaka Djokoviće, který této mety dosáhl v roce 2007. První společný start v deblových soutěžích proměnili v titul Francouzi Nicolas Mahut a Fabrice Martin.

## Rozdělení bodů a finančních odměn

### Rozdělení bodů
| Soutěž  | vítězové | finalisté | semifinalisté | čtvrtfinalisté | 16 v kole | 32 v kole | Q  | Q2 | Q1 |
| ------- | -------- | --------- | ------------- | -------------- | --------- | --------- | -- | -- | -- |
| dvouhra | 250      | 150       | 90            | 45             | 20        | 0         | 12 | 6  | 0  |
| čtyřhra | 250      | 150       | 90            | 45             | 0         | —         | —  | —  | —  |

### Finanční odměny
| Soutěž                              | vítězové | finalisté | semifinalisté | čtvrtfinalisté | 16 v kole | 32 v kole | Q2      | Q1      |
| ----------------------------------- | -------- | --------- | ------------- | -------------- | --------- | --------- | ------- | ------- |
| dvouhra                             | 49 885 € | 35 770 €  | 25 465 €      | 16 975 €       | 10 915 €  | 6 565 €   | 3 205 € | 1 665 € |
| čtyřhra                             | 18 620 € | 13 340 €  | 8 780 €       | 5 710 €        | 3 350 €   | —         | —       | —       |
| částka ve čtyřhře je uvedena na pár |          |           |               |                |           |           |         |         |

## Dvouhra

### Nasazení hráčů
| Země                         | Hráč                  | ATP | Nasazení |
| ---------------------------- | --------------------- | --- | -------- |
| Itálie                       | Jannik Sinner         | 14. | 1.       |
| Argentina                    | Diego Schwartzman     | 15. | 2.       |
| Chile                        | Cristian Garín        | 17. | 3.       |
| Španělsko                    | Roberto Bautista Agut | 19. | 4.       |
| USA                          | Reilly Opelka         | 20. | 5.       |
| Austrálie                    | Alex de Minaur        | 27. | 6.       |
| Jižní Afrika                 | Lloyd Harris          | 31. | 7.       |
| Srbsko                       | Dušan Lajović         | 35. | 8.       |
| Žebříček ATP k 4. říjnu 2021 |                       |     |          |

### Jiné formy účasti na turnaji
Následující hráči obdrželi divokou kartu do hlavní soutěže:
- Zizou Bergs
- Richard Gasquet
- Andy Murray

Následující hráči postoupili z kvalifikace
- Jenson Brooksby
- Henri Laaksonen
- Brandon Nakashima
- Dennis Novak

### Odhlášení
před začátkem turnaje
- Félix Auger-Aliassime → nahradil jej  Alexei Popyrin
- Nikoloz Basilašvili → nahradil jej  Gianluca Mager
- Pablo Carreño Busta → nahradil jej  Jordan Thompson
- Grigor Dimitrov → nahradil jej  Arthur Rinderknech
- Fabio Fognini → nahradil jej  Lorenzo Musetti
- Ugo Humbert → nahradil jej  Jan-Lennard Struff
- Cameron Norrie → nahradil jej  Botic van de Zandschulp

## Čtyřhra

### Nasazení párů
| Země                                                                     | Hráč           | Země       | Hráč              | ATP | Nasazení |
| ------------------------------------------------------------------------ | -------------- | ---------- | ----------------- | --- | -------- |
| Chorvatsko                                                               | Ivan Dodig     | Brazílie   | Marcelo Melo      | 33. | 1.       |
| Francie                                                                  | Nicolas Mahut  | Francie    | Fabrice Martin    | 44. | 2.       |
| Nizozemsko                                                               | Wesley Koolhof | Nizozemsko | Jean-Julien Rojer | 52. | 3.       |
| Belgie                                                                   | Sander Gillé   | Belgie     | Joran Vliegen     | 73. | 4.       |
| Žebříček ATP k 4. říjnu 2021; číslo je součtem postavení obou členů páru |                |            |                   |     |          |

### Jiné formy účasti
Následující páry obdržely divokou kartu do hlavní soutěže:
- Ruben Bemelmans /  Kimmer Coppejans
- Lloyd Harris /  Xavier Malisse

### Odhlášení
před začátkem turnaje
- Simone Bolelli /  Máximo González → nahradili je  David Pel /  Botic van de Zandschulp
- Grigor Dimitrov /  Frederik Nielsen → nahradili je  Frederik Nielsen /  Matej Sabanov
- Fabio Fognini /  Roman Jebavý → nahradili je  Roman Jebavý /  Andrej Vasilevskij
- Cristian Garín /  David Vega Hernández → nahradili je  Federico Delbonis /  David Vega Hernández
- Nikola Mektić /  Mate Pavić → nahradili je  Jonatan Erlich /  André Göransson
- John Peers /  Filip Polášek → nahradili je  Romain Arneodo /  Matt Reid
- Tim Pütz /  Michael Venus → nahradili je  Denys Molčanov /  Oleksandr Nedověsov

## Přehled finále

### Mužská dvouhra
- Jannik Sinner vs.  Diego Schwartzman, 6–2, 6–2

### Mužská čtyřhra
- Nicolas Mahut /  Fabrice Martin vs.  Wesley Koolhof /  Jean-Julien Rojer, 6–0, 6–1